# كأس العالم لهوكي الجليد
ورلد كوب أوف هوكي (بالإنجليزية: World Cup of Hockey)‏ ، هي بطولة أوروبية أمريكية شمالية، وتعتنى برياضة الهوكي، أسست عام 1996م، ومقرها في كندا.